# Schad von Lengenfeld
Schad von Lengenfeld war eine Familie des niederen Adels, die zwischen 1380 und 1499 in Niederösterreich nachweisbar ist.  Mit dem Tod von Hermann Schad erlosch 1492 das Geschlecht im Mannesstamm. Hermanns Tochter Gertraud starb 1499, das Erbe trat ihr Sohn Georg von Seisenegg an. Getrauds erster Ehemann Bernhard von Seisenegg war vor ihr verstorben. Die Grabplatte Getrauds befindet sich in der Pfarrkirche von Schiltern.
Ab 1389 war die Familie Schad von Lengenfeld Lehensnehmer von Kronsegg in der Katastralgemeinde Schiltern der Gemeinde Langenlois und Inhaber der Burg Kronsegg.
Das Wappen der Familie Schad war gestaltet als gelehntes Schild mit Linksschrägbalken, auf dem linken Obereck der Topfhelm mit Büffelhörnern als Helmzier frontal gestellt.